# Sytek
Sytek Inc. (später Hughes LAN Systems, Inc.) war ein US-amerikanisches Software-Unternehmen aus Mountain View in Kalifornien.

## Geschichte
Sytek entwickelte 1984 das NetBIOS-Protokoll, welches von Microsoft und IBM als Grundlage für die eigene Netzwerksoftware genutzt wurde.
Es ist Bestandteil eines Kooperationsvertrages zwischen der „IBM Corp.“, Novell Inc. sowie der „Microsoft Corp.“. Am 2. März 1989 gab Hughes Aircraft & Co. bekannt, dass Sytec übernommen und als „Hughes LAN Systems Inc.“ eingegliedert wird.